# Saint-Maurice-sur-Dargoire
Saint-Maurice-sur-Dargoire ist eine Commune déléguée in der französischen Gemeinde Chabanière mit 2.416 Einwohnern (Stand: 1. Januar 2022) im Département Rhône in der Region Auvergne-Rhône-Alpes. Die Einwohner werden Les Chats genannt.
Mit Wirkung vom 1. Januar 2017 wurden die ehemaligen Gemeinden Saint-Didier-sous-Riverie, Saint-Maurice-sur-Dargoire und Saint-Sorlin zur Commune nouvelle Chabanière zusammengelegt. Sie hat seither den Status einer Commune déléguée. Die Gemeinde Saint-Didier-sous-Riverie war Teil des Arrondissements Lyon und des Kantons Mornant.

## Geografie
Saint-Maurice-sur-Dargoire liegt etwa 25 Kilometer südwestlich von Lyon in den Bergen Monts du Lyonnais des Zentralmassivs. Die Flüsse Bozançon und Gier verlaufen im Umland; ebenso die Autoroute A47.
Die Nachbarorte von Saint-Maurice-sur-Dargoire sind Saint-Didier-sous-Riverie im Norden, Mornant im Nordosten, Saint-Andéol-le-Château und Saint-Jean-de-Touslas im Osten, Dargoire und Tartaras im Südosten, Châteauneuf im Süden sowie Saint-Joseph im Südwesten.

## Bevölkerungsentwicklung
| Jahr      | 1962  | 1968  | 1975  | 1982  | 1990  | 1999  | 2006  | 2012  |
| --------- | ----- | ----- | ----- | ----- | ----- | ----- | ----- | ----- |
| Einwohner | 1.136 | 1.236 | 1.296 | 1.560 | 1.916 | 2.100 | 2.166 | 2.251 |

## Sehenswürdigkeiten

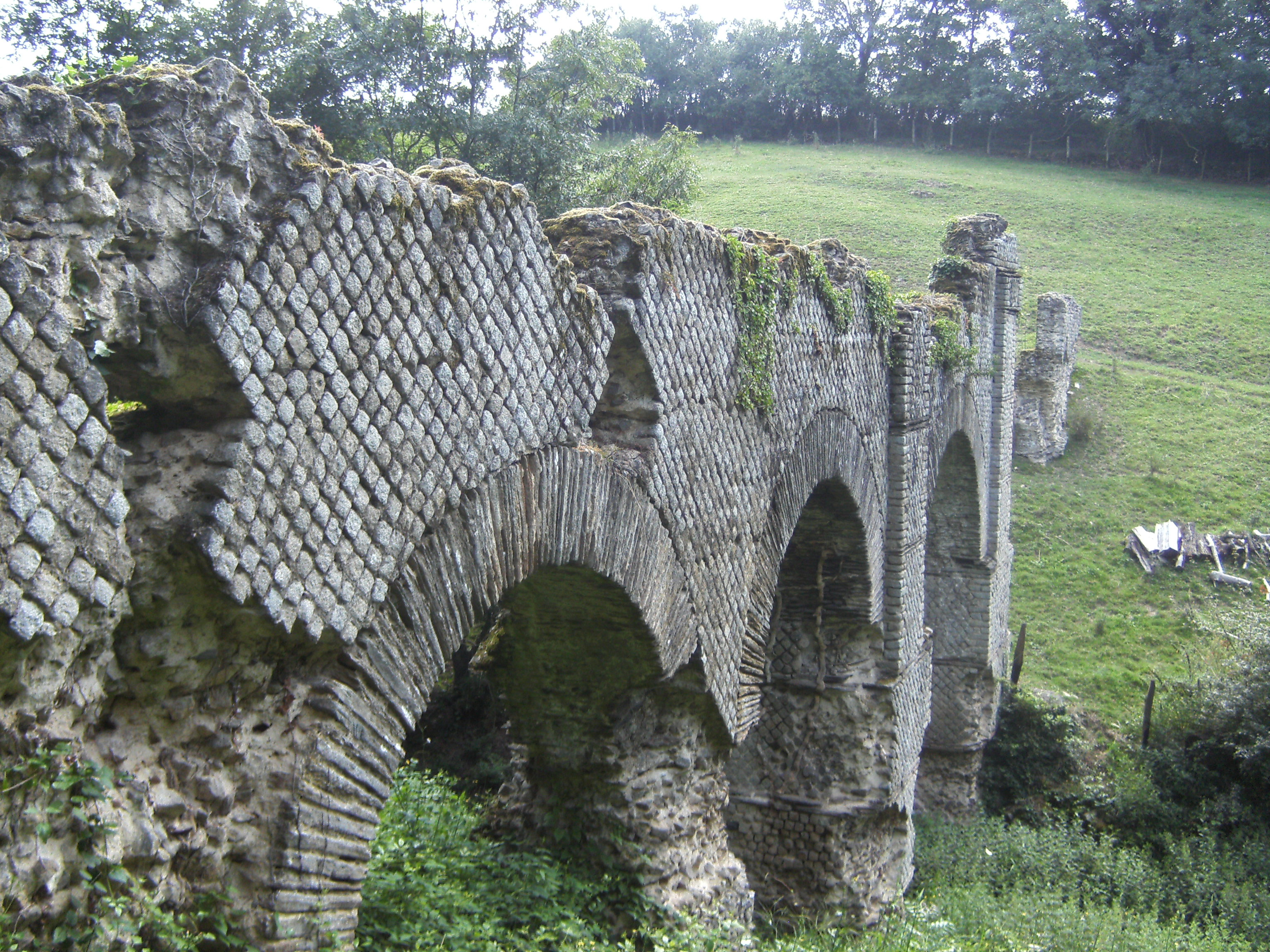
Reste eines Aquädukts bei Saint-Maurice-sur-Dargoire

- Reste zweier römischen Aquädukte